# Lucio Plautio Venno
Lucio Plautio Venno (fl. IV secolo a.C.) è stato un politico e generale romano.

## Biografia
Fu eletto console nel 318 a.C., con il collega Marco Folio Flaccinatore Ottenne la resa di Teano e di Canusio in Apulia, devastandone il territorio.